# Alexander Waechter
Alexander Waechter (* 24. Juli 1948 in Graz) ist ein österreichischer Schauspieler, Regisseur und Intendant.

## Künstlerisches Wirken
Er absolvierte die Musikakademie Wien. Seinen Bühneneinstand feierte Waechter 1968 in Hamburg mit dem Musical Hair, mit dem er auch in Berlin und Wien gastierte. Es folgten, teilweise parallel zu seinem Jurastudium, das er mit dem Staatsexamen abschloss, Arbeiten im Theater in der Josefstadt in Wien (Ensemblemitglied 1974 bis 1979), in Berlin am Renaissance-Theater (Ensemblemitglied 1981 bis 1984), am Schlosspark Theater und am Schillertheater sowie bei den drei großen österreichischen Festivals, den Salzburger Festspielen, den Bregenzer Festspielen und den Seefestspielen Mörbisch.
Bekannt wurde Waechter, in Österreich, in der Rolle des „Franzi“ in der TV-Fernsehserie Ein echter Wiener geht nicht unter, produziert durch den ORF in den 1970er Jahren.
Er ist seit 1974 Ensemblemitglied am Theater in der Josefstadt. Als Schauspieler spielte Waechter viele Werke der österreichischen klassischen Moderne.
Von 1999 bis 2000 war er Künstlerischer Leiter der Theater m.b.H. in Wien.
Als Regisseur inszenierte er Theaterproduktionen unter anderem am Theater in der Josefstadt, Theater m.b.H. und Shakespeare auf der Rosenburg. Nach mehreren großen Operettenproduktionen in Mörbisch, Innsbruck und Wien 2001 inszenierte er erstmals eine Oper, La Cenerentola in der Operklosterneuburg.
Von 2004 bis 2014 war Waechter Intendant bei Shakespeare auf der Rosenburg.
Im Mai 2014 eröffnete Waechter mit dem Stück Die Verwandlung von Franz Kafka ein neues Theater in Wien unter dem Namen Theater franzjosefskai21.

## Privates
Alexander Waechter entstammt dem Beamtenadelsgeschlecht „Waechter auch Wächter“. Sein Ur-Urgroßvater war Otto Freiherr von Waechter (1832–1895). Dieser heiratete 1860 durch die Eheschließung mit Eleonora Catharina Mautner von Markhof (1842–1937) in die Senf- und Bierbrauerei-Dynastie der Familie Mautner von Markhof ein. Aus der Ehe entstammten drei Kinder: zwei Töchter und ein Sohn Rudolf (1861–1925). Letzterer heiratete 1885 seine Cousine Maria „Mizzi“ Mautner von Markhof (1864–1924). Einer ihrer Enkelsöhne war Alexanders Vater Rudolf. Das Familiengrab befindet sich auf dem Wiener Zentralfriedhof (Gruppe: Alte Arkadengruft, AAL, Nummer: 33, auf Friedhofsdauer).
Alexanders Vater, der Mediziner Rudolf Waechter, ist der ältere Bruder des bekannten österreichischen Opernsängers und Operndirektors Eberhard Waechter. Rudolf Waechter heiratete 1946 Edith Koch von Langentreu. Der gemeinsame Sohn Alexander hat zwei Geschwister (einen älteren Bruder und eine jüngere Schwester).
Als Neffe Eberhard Waechters sagte Alexander als Anmerkung in einem Interview: Musik war und ist immer ein wichtiger Bestandteil unserer Familie gewesen. Er ist verheiratet. Laut eigener Aussage sei der Schauspieler kein Sportler und vertrage keinen Alkohol.

## Regie (Auswahl)
Theater
- 1991: Verlegtes Glück von Seymour Blicker, Kammerspiele Theater in der Josefstadt
- 1992: Der falsche Jacobson von James Sherman, Kammerspiele Theater in der Josefstadt
- 1992: Chansons und Satiren aus Theresienstadt Buch von Alexander Waechter, Musik/Musikalische Leitung Sergei Dreznin, Rabenhof Theater in der Josefstadt, mit Tania Golden und Alexander Waechter
- 1993: Hase, Hase, Theater in der Josefstadt
- 1996: Potasch und Perlmutter von Montague Marsden Glass/Charles Klein, Kammerspiele Theater in der Josefstadt, Übersetzung und Bearbeitung von Alexander Waechter
- 1997: Saison in Salzburg von Max Wallner und Kurt Feltz Musik von Fred Raymond, Kammerspiele Theater in der Josefstadt
- 2000: Olgas Raum von Dea Loher, Theater m.b.H.
- 2000: Die Lissabonner Traviata von Terrence McNally, Theater m.b.H.
- 2003: Der Hausmeister von Harold Pinter, Theater in der Josefstadt
- 2004: Hamlet, Shakespeare auf der Rosenburg
- 2005: Der Widerspenstigen Zähmung, Shakespeare auf der Rosenburg
- 2006: Viel Lärm um nichts, Shakespeare auf der Rosenburg
- 2007: Was ihr wollt, Shakespeare auf der Rosenburg
- 2014: Der eingebildete Kranke, Shakespeare auf der Rosenburg
- 2014: Die Verwandlung, von Franz Kafka, Theater franzjosefskai21
- 2014: Ein Bericht für eine Akademie von Franz Kafka, mit Nikolaus Okonkwo, Theater franzjosefskai21
- 2015: Hofnarr des Volkes von Karl Valentin und Liesl Karlstadt, mit Bernhard Majcen, Theater franzjosefskai21
- 2015: Wittgensteins Neffe, von Thomas Bernhard, Theater franzjosefskai21
- 2016: Der Baron Bagge, von Alexander Lernet-Holenia, Theater franzjosefskai21
- 2016: Der kleine Prinz, von Antoine de Saint-Exupéry, Theater franzjosefskai21
- 2016: Mein Kampf, von Adolf Hitler, Theater franzjosefskai21
- 2017: Komik & Noten, Musikalischer Abend, u. a. Armin Berg, Hermann Leopoldi, Georg Kreisler, Gerhard Bronner, Theater franzjosefskai21
- 2017: Radetzky-Marsch, von Joseph Roth, Theater franzjosefskai21
- 2018: Tante Jolesch kocht?, Theater franzjosefskai21
- 2019: Arthur Schnitzler: 3 Grotesken, Theater franzjosefskai21
- 2019: Elfriede Jelinek: Der Wanderer, Theater franzjosefskai21
- 2020: 1fach Komik, von Alexander Waechter, Theater franzjosefskai21
- 2022: Die Legende vom heiligen Trinker, von Joseph Roth, Theater franzjosefskai21

Oper
- 2001: La Cenerentola, Klosterneuburg
- 2003: Die Hochzeit des Figaro, Reinsberg

Operette
- 1994: Wiener Blut, Seefestspiele Mörbisch
- 1995: Das Phantom der Operette oder Wer hat die Diva erwürgt?, Tiroler Landestheater Innsbruck, Eine der letzten Operetten des Jahrtausends, Buch und Gesangstexte von Alexander Waechter
- 1996: Im weißen Rößl, Wiener Metropol

## Film und Fernsehen (Auswahl)
- 1975: Komtesse Mizzi Regie: Otto Schenk. ORF, ZDF, mit Christine Ostermayer, Karl Schönböck, Romuald Pekny – (Philipp)
- 1975–1979: Ein echter Wiener geht nicht unter, Fernsehserie
- 1977: Die Standarte
- 1979: Die Kinder
- 1981: Der lebende Leichnam
- 1981: Die Säge des Todes
- 1982: Die Erbin
- 1985: Spiel im Schloss, Regie Otto Schenk
- 1995: Auf Teufel komm raus, Film von Wolfgang Murnberger
- 1999–2003: Julia – Eine ungewöhnliche Frau, Fernsehserie
- 2001: Schlosshotel Orth – Große Erwartungen, Fernsehserie
- 2002: Ich gehöre dir
- 2004: Die Rückkehr des Tanzlehrers
- 2004: Kommissar Rex – Ein Mann ohne Gedächtnis, Fernsehserie
- 2005: Wenn der Vater mit dem Sohne
- 2008: Echte Wiener – Die Sackbauer-Saga
- 2010: Echte Wiener 2 – Die Deppat’n und die Gspritzt’n

## Theater (Auswahl)
Seit 1974 bis heute spielte er Rollen vor allem im Theater in der Josefstadt, den Kammerspielen, dem Rabenhof Theater und in „seinem“
Theater franzjosefskai21
- 1978: Pension Schöller als Alfred, Ladislaus Neffe, aus den Wiener Kammerspielen
- 1978: Rücksichtslos dankbar als Heinz, Neffe von Javassy; aus dem TV-Theater im ORF-Zentrum
- 1984: Rumor von Botho Strauß, Regie: Heribert Sasse, Theater Drachengasse Wien
- 1992: Chansons und Satiren aus Theresienstadt Buch von Alexander Waechter, Musik/Musikalische Leitung Sergei Dreznin, Rabenhof Theater in der Josefstadt mit Tania Golden und Alexander Waechter
- 1995: Faust von Johann Wolfgang von Goethe, Titelrolle, Sommerfestspiele Melk
- 1996: König Ottokars Glück und Ende von Franz Grillparzer, Titelrolle, Sommerfestspiele Melk
- 1998–2000: His Masters Voice von István Eörsi, Titelrolle, Theater m.b.H
- 1999: Molloy von Samuel Beckett, Titelrolle, Theater m.b.H.
- 2000: Nathan der Weise von Gotthold Ephraim Lessing, Titelrolle, Sommerfestspiele Melk
- 2001: Der Mann des Zufalls von Yasmina Reza, Titelrolle, Altes Kino Wien
- 2003: Mein Kampf von George Tabori, Titelrolle, Männerwohnheim Meldemannstraße Wien
- 2003: Monsieur Ibrahim und die Blumen des Koran von Éric-Emmanuel Schmitt, Theater Drachengasse Wien
- 2004: Hamlet von William Shakespeare, Shakespeare auf der Rosenburg
- 2004: Jean-Paul Sartre und Simone de Beauvoir nach Walter van Rossum, Titelrolle, Altes Kino Wien
- 2005: Kampl von Johann Nestroy, Theater in der Josefstadt
- 2005: Der Widerspenstigen Zähmung von William Shakespeare, Shakespeare auf der Rosenburg
- 2006: Viel Lärm um nichts von William Shakespeare, Shakespeare auf der Rosenburg
- 2007: Die Habsburgischen von Michaela Ronzoni, Vereinigte Bühnen Wien
- 2008: Der Kaufmann von Venedig von William Shakespeare, als Shylock, Shakespeare auf der Rosenburg
- 2009: Ein Sommernachtstraum von William Shakespeare, als Zettel, Shakespeare auf der Rosenburg
- 2010: Romeo und Julia von William Shakespeare, als Graf Montague, Shakespeare auf der Rosenburg
- 2011: Othello von William Shakespeare, als Jago, Shakespeare auf der Rosenburg
- 2012: Wie es euch gefällt von William Shakespeare, als melancholischer Jacques, Shakespeare auf der Rosenburg
- 2013: Falstaff nach William Shakespeare, als Falstaff, Shakespeare auf der Rosenburg
- 2014: Der eingebildete Kranke, Shakespeare auf der Rosenburg
- 2014: Die Verwandlung, von Franz Kafka, Theater franzjosefskai21
- 2015: Der Hofnarr des Volkes, Karl Valentin und Liesl Karlstadt, mit Bernhard Majcen, Theater franzjosefskai21
- 2015: Wittgensteins Neffe, von Thomas Bernhard, Theater franzjosefskai21
- 2015: Der Baron Bagge, von Alexander Lernet-Holenia, Theater franzjosefskai21
- 2016: Der kleine Prinz, von Antoine de Saint-Exupéry, Theater franzjosefskai21
- 2017: Komik & Noten, Musikalischer Abend, Theater franzjosefskai21
- 2017: Radetzky-Marsch, von Joseph Roth, Theater franzjosefskai21
- 2018: Die letzten Tage der Menschheit, von Karl Kraus, Serbenhalle Wiener Neustadt
- 2018: Tante Jolesch kocht?, Theater franzjosefskai21
- 2019: 3 Grotesken, Arthur Schnitzler, Theater franzjosefskai21
- 2019: Der Wanderer, Elfriede Jelinek, Theater franzjosefskai21
- 2020: 1fach Komik, Alexander Waechter, Theater franzjosefskai21
- 2022: Die Legende vom heiligen Trinker, Joseph Roth, Theater franzjosefskai21

## Hörspiele (Auswahl)
- 1982: Louis-Benoît Picard, Friedrich Schiller: Der Parasit – Regie: Ferry Bauer (Hörspielbearbeitung – ORF Oberösterreich)

Quelle: Ö1-Hörspieldatenbank